# Gulpener Biologisch Ur-Amber
Gulpener Biologisch Ur-Amber was een Nederlands biologisch bier. Het bier werd gebrouwen in Gulpen, bij de Gulpener Bierbrouwerij. Het was een amberkleurig bier met een alcoholpercentage van 5,3%. Het bier was verkrijgbaar van 2012 tot de zomer van 2014. In 2014 nam het Gulpener Biologisch Ur-Hop de plaats van Ur-Amber in.

## Biologisch
Gulpener Biologisch Ur-Amber werd gebrouwen met biologisch geteelde gerst en hop (Hallertauer Traditione).
In 2012 werd het bier gepresenteerd samen de twee andere bieren uit het nieuwe biologische bierassortiment: Gulpener Biologisch Ur-Pilsner en Gulpener Biologisch Ur-Weizen.
Geheel nieuw zijn deze bieren niet: voor Ur-Pilsner en Ur-Weizen geldt dat die een nieuwe naam en etiket kregen (voorheen respectievelijk Limburgs Land Pilsner en Limburgs Land Ur-Weizen). Alleen het Ur-Amber werd nieuw toegevoegd aan de productie van biologische bieren.